# Obszar Chronionego Krajobrazu Wzgórza Sokólskie
Obszar Chronionego Krajobrazu „Wzgórza Sokólskie” – obszar chronionego krajobrazu położony we wschodniej części województwa podlaskiego, na terenie gmin: Krynki, Sokółka, Szudziałowo, Kuźnica i Gródek, w powiatach białostockim i sokólskim. 
Celem utworzenia obszaru jest ochrona i zachowanie różnorodności biologicznej części obszaru Wzgórz Sokólskich znajdującego się na wschód od Puszczy Knyszyńskiej, wyróżniającego się rzeźbą terenu, wysokimi walorami przyrodniczymi, krajobrazowymi, kulturowymi i wypoczynkowymi.

## Opis
Obszar Chronionego Krajobrazu „Wzgórza Sokólskie” utworzony został na mocy uchwały Nr XII/84/86 Wojewódzkiej Rady Narodowej w Białymstoku z dnia 29 kwietnia 1986.
Obszar objęty ochroną znajduje się na wschód od Puszczy Knyszyńskiej. Rozciągnięty jest wzdłuż granicy polsko-białoruskiej od Krynek do okolic Bobrownik. Zajmuje powierzchnię ogólną 38 209,80 ha:
- 10 206,62 ha na terenie gminy Gródek
- 11 868,30 ha na terenie gminy Krynki
- 4 566,31 ha na terenie gminy Kuźnica
- 4 535,12 ha na terenie gminy Sokółka
- 7 033,45 ha na terenie gminy Szudziałowo

Cechuje się bardzo urozmaiconą, polodowcową rzeźbą terenu podobną do Suwalszczyzny. Najwyższe wzniesienia – na wschód od Sokółki – Wojnowskie Góry dochodzą do 235 m n.p.m. Część południowa to wschodnie obrzeża Puszczy Knyszyńskiej z licznymi zalesieniami gruntów porolnych. Część północna to tereny o większym rozdrobnieniu kompleksów leśnych z większym udziałem terenów rolniczych. Mozaika polno-leśna urozmaicona jest rzekami m.in.: Słoją, Nietupą i Świsłoczą, oraz torfowiskami. W skład obszaru chronionego wchodzi 5864,22 ha gruntów zarządzanych przez Nadleśnictwo Waliły.
Na terenie Obszaru Chronionego Krajobrazu „Wzgórza Sokólskie” znajduje się jeden rezerwat przyrody – Nietupa.